# Annette Skotvoll
Annette Skotvoll (* 1. September 1968 in Trondheim, Norwegen) ist eine ehemalige norwegische Handballspielerin, die für die norwegische Nationalmannschaft auflief.

## Karriere
Skotvoll begann das Handballspielen bei Sjetne IL. Mit der Damenmannschaft von Sjetne IL gewann die Torhüterin im Jahr 1993 das Endspiel um die norwegische Meisterschaft. Skotvoll wechselte im Jahr 1997 zum Erstligisten Byåsen IL, mit dem sie in ihrer ersten Saison die Serienmeisterschaft gewann. Im Mai 2001 beendete sie ihre Karriere. Aufgrund einer geringen Kadergröße von Byåsen IL gab sie im September 2002 ihr Comeback. Nach der Saison 2002/03, in der Skotvoll als Feldspielerin zum Einsatz kam, beendete sie endgültig ihre Karriere.
Skotvoll stand von 1987 bis 1996 insgesamt 250-mal zwischen den Pfosten der norwegischen Nationalmannschaft. Sie nahm in den Jahren  1988, 1992 und 1996 an den Olympischen Spielen teil und gewann bei ihren ersten beiden Teilnahmen jeweils  die Silbermedaille. Weiterhin gewann sie mit der norwegischen Auswahl die Bronzemedaille bei der Weltmeisterschaft 1986, die Bronzemedaille bei der Weltmeisterschaft 1993, die Bronzemedaille bei der Europameisterschaft 1994 sowie die Silbermedaille bei der Europameisterschaft 1996.